# Reivindicação inglesa ao trono de França
A reivindicação inglesa ao trono de França tem uma história longa e complexa, que se estendeu entre a década de 1340 e a de 1800. De 1340 a 1801, com apenas breves intervalos de 1360 a 1369 e 1420 a 1422, os reis e rainhas de Inglaterra, e depois, através dos Atos da União, em 1707, os reis e rainhas da Grã-Bretanha, ostentaram o título de Rei ou Rainha de França.
O Reino da Inglaterra era governado por descendentes franco-normandos e pela aristocracia que falava franco-normando quando esse título foi aprovada em 1340 pelo rei Eduardo III, que reivindicou o trono de França após a morte do seu tio Carlos IV de França, precipitando assim a Guerra dos Cem Anos. No momento da morte de Carlos IV em 1328, Eduardo era o seu parente mais próximo do sexo masculino por linhagem da sua mãe, Isabel de França, filha de Filipe IV e Joana I de Navarra. Desde a eleição de Hugo Capeto em 987, a coroa francesa sempre foi passada com base na linhagem masculina (de pai para filho até 1316). Não havia nenhum precedente para alguém suceder ao trono francês baseado na sua ancestralidade materna, nem era necessário. Não houve falta de filhos nem irmãos do sexo masculino para a sucessão ao trono durante mais de três séculos, desde o início do governo da dinastia capetiana, até ao início do século XIV, quando novas regras sobre a sucessão feminina tiveram finalmente de ser introduzidas. Com a morte de Luís X, em 1316, a sucessão seguiu imediatamente para o seu filho póstumo João I (que começou a reinar após o seu nascimento, tendo falecido cinco dias depois); desta forma tinha de se decidir se a sua jovem filha de Luís Joana, ou se o seu irmão Filipe iria suceder ao trono. Diz-se que esta decisão foi feita com base na Lei Sálica do século V, mas alguns investigadores afirmam que a Lei Sálica só foi redescoberta mais tarde e utilizada para encobrir a decisão de 1316, dando-lhe uma aura adicional de autenticidade.
No momento da morte de Carlos em 1328, houve novamente uma disputa sobre a sucessão. Embora tivesse vindo a ser aceite que uma mulher não poderia possuir o trono francês, de seu próprio direito, Eduardo III, o sobrinho do falecido rei, baseou a sua pretensão na teoria de que a mulher pode transmitir o direito de herança para o seu filho. Esta alegação foi rejeitada, no entanto, e o trono foi dado ao herdeiro mais próximo de sexo masculino, Filipe, conde de Valois, primo do falecido rei. Na época, Eduardo aceitou esta decisão, e prestou homenagem a Filipe VI pelo seu Ducado de Guyenne. Disputas nos próximos 12 anos sobre a natureza precisa das obrigações feudais de Eduardo III para com Filipe sobre Guyenne levou à guerra aberta em 1337, e para o relançamento das pretensões de Eduardo ao trono francês em 1340, quando ele assumiu o título de Rei de França.
Eduardo continuou a usar esse título até ao Tratado de Brétigny em 8 de maio de 1360, quando abandonou as suas reivindicações em troca de terras de área substancial na França. Após o reatamento das hostilidades entre ingleses e franceses, em 1369, Eduardo voltou a fazer as suas reivindicações ao trono e ao título de Rei da França. Os seus sucessores também usaram o título até ao Tratado de Troyes, em 21 de maio de 1420, em que o rei inglês reconhecia Carlos VI como rei da França, e em contrapartida o seu novo genro, o rei Henrique V de Inglaterra seria o seu herdeiro (deserdando assim o filho de Carlos VI, o Delfim Carlos). Henrique V, em seguida, aprovou o título de Herdeiro de França em seu lugar.
Henrique V e Carlos VI morreram com a diferença de dois meses um do outro e, em 1422, o filho de Henrique V (neto de Carlos VI) Henrique VI tornou-se rei de França. Ele foi o único rei inglês que foi de facto Rei de França, não usando assim o título como um mero título de pretensão. No entanto, em 1429 Carlos VII, com o apoio de Joana d'Arc, tinha sido coroado em Reims e começou a expulsar os ingleses através do norte da França. Em 1435, o fim da guerra civil francesa entre os Burgúndianos e os Armagnacs permitiu a Carlos voltar a Paris no ano seguinte, e em 1453 os ingleses foram expulsos dos seus últimos redutos na Normandia e em Guyenne. O único território francês deixado aos ingleses foi Calais, que foi mantido até 1558.

## Os reivindicadores iniciais

### "Reis de França" (1340)

Brasão de armas de Eduardo III, usado de 1340 a 1367. Possui o leão dourado em um fundo vermelho, característico símbolo inglês, e a flor-de-lis dourada em um fundo azul, presente no brasão da França.

- Eduardo III (pela primeira vez, entre 24 de janeiro de 1340 - 8 de maio de 1360).

### "Reis da França" (título reiniciado em 1369)

Brasão usado por Ricardo II de 1395 a 1399. Houve a adição do brasão atribuído a Eduardo, o Confessor, que durante o seu período de reinado, não possuía brasão próprio.

- Eduardo III (pela segunda vez, entre 1369 - 21 de junho de 1377).
- Ricardo II (22 de junho de 1377 - 30 de setembro de 1399).
- Henrique IV (30 de setembro de 1399 - 20 de março de 1413).
- Henrique V (21 de março de 1413 - 21 de maio de 1420).

### Herdeiro de Françade jure(1420)
- Henrique V (21 de maio de 1420 - 31 agosto de 1422).
- Henrique VI (31 de agosto de 1422 - 21 outubro de 1422). Sucedeu como rei de França após a morte de Carlos VI, de acordo com o Tratado de Troyes.

### Reis de Françade facto(1422)
- Henrique VI (que reinou a Inglaterra entre 21 de outubro de 1422 - 4 de março de 1461; e 31 de outubro de 1470 - 11 de abril de 1471) foi, de facto, Rei do norte de França (coroado a 16 de dezembro de 1431), reinando entre 1422 e 1453. O Rei de facto do sul de França foi Carlos VII desde 1422. Henrique, que foi deposto na Inglaterra por Eduardo IV em 4 de março de 1461, continuou a ser reconhecido como rei pelos defensores da Casa de Lencastre, e foi-lhe rapidamente restaurado ao trono inglês em 1470.

## Governantes de Calais
Na sequência de um episódio de loucura por parte de Henrique VI de Inglaterra, em 1453, e da situação provocada pela Guerra das Rosas (1455-1487), os ingleses já não estavam em condições de prosseguir a sua pretensão ao trono francês e perderam todas as suas terras em França, com exceção de Calais.
Calais foi governado por oito reis e rainhas ingleses até 1558:
- Eduardo IV (4 de março de 1461 - 30 de outubro de 1470; 11 de abril de 1471 - 9 de abril de 1483).
- Eduardo V (9 de abril de 1483 - 25 de junho de 1483).
- Ricardo III (25 de junho de 1483 - 22 de agosto de 1485).
- Henrique VII (22 de agosto de 1485 - 21 de abril de 1509).
- Henrique VIII (21 de abril de 1509 - 28 de janeiro de 1547).
- Eduardo VI (28 de janeiro de 1547 - 6 de julho de 1553).
- Maria I (19 de julho de 1553 - 7 de janeiro de 1558).
- Filipe II de Espanha (25 de julho de 1554 - 7 de janeiro de 1558).

## Restantes reivindicadores da Casa de Tudor
O mal-estar entre as duas nações continuou até ao século XVI. Calais foi invadido e anexado por tropas francesas sob o comando de Francisco, Duque de Guise em 7 de janeiro de 1558. Maria e Filipe continuaram, no entanto, a serem intitulados Rainha e Rei de França até ao fim do seu reinado, bem como a sua meia-irmã e sucessora de Maria, a rainha Isabel I, apesar de abandonar as suas reivindicações sobre Calais no Tratado de Cateau-Cambrésis de 1559.
- Maria I e Filipe II de Espanha (7 de janeiro de 1558 - 17 de novembro de 1558).
- Isabel I (17 de novembro de 1558 - 24 de março de 1603).

## Reivindicadores da dinastia Stuart

Brasão da Grã-Bretanha usado de 1707 a 1714 pela rainha Ana. O lema Semper Eadem foi previamente usado por Isabel I.

Isabel I faleceu sem filhos. O seu sucessor foi o seu primo, Jaime VI da Escócia. O trono da Inglaterra e da Escócia uniram-se através de uma união dinástica até 1707. Os sete reis desse período continuaram a usar o título de Rei e Rainha de França. A sua pretensão foi, contudo, meramente nominal. Nenhum deles estava disposto a participar em campanhas militares na França contra os reis franceses Henrique IV, Luís XIII e Luís XIV. Na verdade, Carlos I, casado com uma irmã de Luís XIII, e o seu filho Carlos II, passaram grande parte do seu exílio, durante o Interregno, na França (momento em que ele, mesmo não abandonando formalmente a sua pretensão ao seu trono, certamente não o enfatizou):
- Mary I da Escócia e II de Inglaterra (24 de Julho de 1558 - 8 de Fevereiro de 1587).
- Jaime VI da Escócia e I de Inglaterra (24 de março de 1603 - 27 de março de 1625).
- Carlos I (27 de março de 1625 - 30 de janeiro de 1649).
- Carlos II (30 de janeiro de 1649 - 6 de Fevereiro de 1685).
- Jaime II de Inglaterra e VII da Escócia (6 de fevereiro de 1685 - 12 de Fevereiro de 1689).
- Maria II (13 de fevereiro de 1689 - 28 de dezembro de 1694).
- Guilherme III (13 de fevereiro de 1689 - 8 de março de 1702).
- Ana (8 de março de 1702 - 1 de maio de 1707).

## Reivindicadores da Grã-Bretanha
O Tratado de União de 1707 declarou a união do Reino de Inglaterra com o Reino da Escócia para formar o novo Reino da Grã-Bretanha. O reino teve quatro reis até 1801. Eles também se intitulavam Rei e Rainha de França. No entanto, nenhum deles questionou os direitos ao trono francês por parte de Luís XIV e dos seus sucessores Luís XV, Luís XVI, Luís XVIII e Luís XVIII:
- Ana (1 de maio de 1707 - 1 de agosto de 1714).
- Jorge I (1 de agosto de 1714 - 11 de junho de 1727).
- Jorge II (11 de junho de 1727 - 25 de outubro de 1760).
- Jorge III (25 de outubro de 1760 - 1 de janeiro de 1801).

## Fim das reivindicações da Grã-Bretanha
A Revolução Francesa derrubou a monarquia em 21 de setembro de 1792 e substituiu-a com a Primeira República Francesa. Durante as negociações de paz na Conferência de Lille, que duraram entre julho a novembro de 1797, os delegados franceses exigiram que o rei da Grã-Bretanha abandonasse o título de Rei de França como uma condição de paz.
Em 1800, o Ato de União juntou o Reino da Grã-Bretanha com o Reino da Irlanda formando o novo Reino Unido da Grã-Bretanha e Irlanda. Jorge III decidiu abandonar a sua pretensão ao trono francês, retirando a flor-de-lis, parte da heráldica dos brasões de armas de todos os pretendentes britânicos a rei de França desde a época de Eduardo III, das armas da família real britânica. A Grã-Bretanha reconheceu a República Francesa pelo Tratado de Amiens de 1802.
A mudança não foi reconhecida pelo então pretendente Jacobita, o Cardeal Henry Benedict Stuart. Ele continuou formalmente a intitular-se como Rei de Inglaterra, Escócia, França e Irlanda até à sua morte em 13 de julho de 1807.

## Pretendentes jacobitas
Os pretendentes jacobitas descendem de Jaime II de Inglaterra, que se intitulou-se como "Rei de Inglaterra, Escócia, França e Irlanda" após a sua deposição em 1689. Todos os seus quatro descendentes continuaram a reivindicar ativamente o título de Rei de França, bem como o de Rei de Inglaterra, Escócia e Irlanda de 1689 até 1807:
- Jaime II de Inglaterra e VII da Escócia (12 de fevereiro de 1689 - 16 de setembro de 1701).
- Jaime Francisco Eduardo Stuart (16 de setembro de 1701 - 1 de janeiro de 1766), intitulado Jaime III de Inglaterra e VIII da Escócia, também conhecido como Cavaleiro de São Jorge, ou como o Velho Pretendente.
- Carlos Eduardo Stuart (1 de janeiro de 1766 - 31 de janeiro de 1788), intitulado Carlos III de Inglaterra e da Escócia, também conhecido como Bonnie Prince Charlie, o Jovem Cavaleiro, ou como o Jovem Pretendente.
- Henrique Benedito Stuart (31 de janeiro de 1788 - 13 de julho de 1807), intitulado Henrique IX de Inglaterra e I da Escócia.

Alguns destes pretendentes, nomeadamente Jaime II, durante os últimos 12 anos da sua vida, e o seu filho, o Velho Pretendente, até ao Tratado de Utrecht em 1713, foram efectivamente pensionistas de Luís XIV de França, numa altura em que eles estavam a reivindicar o seu título.

### Os sucessores jacobitas
A sucessão jacobita tem continuado desde 1807, mas nenhum dos oito pretendentes tem reivindicado ativamente as suas pretensões. Eles continuam a ser habitualmente conhecidos como "Rei (ou Rainha) de França" pelo jacobitas. Assim:
- Carlos Emanuel IV da Sardenha (13 de julho de 1807 - 6 de outubro de 1819), era descendente da filha mais nova de Carlos I de Inglaterra.
- Vítor Emanuel I da Sardenha (6 de outubro de 1819 - 10 de janeiro de 1824), irmão do anterior.
- Maria Beatriz, Princesa da Sardenha e mais tarde, por casamento, Duquesa de Modena (10 de janeiro de 1824 - 15 de setembro de 1840), filha do anterior.
- Francisco V, Duque de Modena (15 de setembro de 1840 - 20 de novembro de 1875), filho da anterior.
- Maria Teresa, Princesa de Modena, e depois Rainha consorte da Baviera (20 de novembro de 1875 - 3 de fevereiro de 1919), sobrinha do anterior.
- Ruperto, Príncipe Herdeiro da Baviera (3 de fevereiro de 1919 - 2 de agosto de 1955), filho da anterior.
- Alberto, Duque da Baviera (2 de agosto de 1955 - 8 de julho de 1996), filho do anterior.
- Francisco, Duque da Baviera (desde 8 de julho de 1996), filho do anterior.
- Max-Emanuel von Wittelsbach, irmão do anterior

## Reivindicações falhadas
Além destas, dois reivindicadores ao trono de Inglaterra também se intitularam Rei de França, porém sem sucesso. Eles geralmente são omitidos das listas de reis. Assim:
- Lambert Simnel, representando-se como Eduardo Plantageneta, 17.º Conde de Warwick. Intitulou-se "Eduardo VI, Rei de Inglaterra e da França" (24 de maio de 1487 - 16 de junho de 1487). Foi capturado na Batalha de Stoke Field por Henrique VII.
- James Scott, 1.º Duque de Monmouth. Intitulou-se  "Rei de Inglaterra, Escócia, França e Irlanda" (20 de junho de 1685 - 6 de julho de 1685). Foi capturado na Batalha de Sedgemoor por Jaime II.

## Domínio do Canadá
Às vezes, é sugerido que a presença das flores-de-lis francesas no brasão de armas do Domínio do Canadá expressa a reivindicação britânica, após estas terem sido removidas do brasão de armas real em 1801. A comissão que desenhou as armas em 1921 disse que o significado do desenho consiste na representação dos brasões de armas das quatro nações-mãe que deram origem ao Canadá (ou seja, Inglaterra, Escócia, Irlanda e França). O atual brasão de armas continua a usar a flor-de-lis.